# 無明舎出版
有限会社無明舎出版（むみょうしゃしゅっぱん）は、秋田県を中心に東北地方関連の書籍の発行元として知られる出版社。

## 概要
- 社長（舎主） - 安倍 甲（筆名・あんばいこう、本名・あべはじめ）[1]

## 沿革
- 1972年 - 古書店として創業。
- 1976年 - 専業出版社として『有限会社無明舎出版』に改組。

- 1976年以降、秋田県の自然、歴史、伝承、風俗などを題材とした書籍を年間数十点出版し、現在では秋田県内にとどまらずに東北地方を題材とした各種書籍も刊行している。以前はトーハンを取次としていたが、現在は地方・小出版流通センターを介して全国の書店に販売している。また秋田県内の書店とは直接取引しているほか、東北地方の他県へは地元の教科書販売会社を通じて流通させている。

- 2017年、第33回梓会出版文化賞 特別賞（ 一般社団法人 出版梓会）受賞